# كاج دي رويج
كاج دي رويج (بالهولندية: Kaj de Rooij)‏ هو لاعب كرة قدم هولندي في مركز الهجوم، ولد في 25 نوفمبر 2000 في بيست في هولندا. لعب مع إف سي آيندهوفن.

## وصلات خارجية
- كاج دي رويج على موقع قاعدة بيانات كرة القدم.إي يو (الإنجليزية)
- كاج دي رويج على موقع Soccerway.com (الإنجليزية)